# Lista siturilor arheologice din județul Maramureș - C
Lista siturilor arheologice din județul Maramureș - C conține toate siturile arheologice din județul Maramureș înscrise în Repertoriul Arheologic Național (RAN) și aflate în localități al căror nume începe cu litera C. RAN este administrat de Ministerul Culturii și Patrimoniului Național și cuprinde date științifice, cartografice, topografice, imagini și planuri, precum și orice alte informații privitoare la zonele cu potențial arheologic, studiate sau nu, încă existente sau dispărute.
Puteți căuta un sit din localitățile care încep cu litera C folosind formularul de mai jos sau puteți naviga prin toate siturile din județ la Lista siturilor arheologice din județul Maramureș.
| Cod RAN                                    | Denumire | Localitate                                       | Adresă               | Datare            | Descoperit                             | Coordonate                                      | Imagine           | Erori            |
| ------------------------------------------ | --- | ------------------------------------------------ | -------------------- | ----------------- | -------------------------------------- | ----------------------------------------------- | ----------------- | ---------------- |
| 1075553.01.01 (Cod LMI: MM-I-m-B-04380.02) | Situl arheologic de la Călinești - "Rogoaze" / ansamblu anonim (Categorie: locuire civilă) (Tip: Așezare)                   | sat Călinești, comuna Călinești                  | Rogoaze              | Suciu de Sus      | Carol Kacso, R. Popa 1970              |                                                 | Încărcați imagine | Raportați eroare |
| 1075553.01.02 (Cod LMI: MM-I-m-B-04380.01) | Situl arheologic de la Călinești - "Rogoaze" / ansamblu anonim (Categorie: locuire civilă) (Tip: Așezare)                   | sat Călinești, comuna Călinești                  | Rogoaze              | sec.III           | Carol Kacso, R. Popa 1970              |                                                 | Încărcați imagine | Raportați eroare |
| 107378.01.02 (Cod LMI: MM-I-s-B-04383)     | Situl arheologic de la Crăciunești - "La Mohâlcă" / ansamblu anonim (Categorie: locuire civilă) (Tip: Așezare)              | sat Crăciunești, comuna Bocicoiu Mare            | La Mohâlcă           | sec. VI           | Carol Kacsó și R. Popa 1971            |                                                 | Încărcați imagine | Raportați eroare |
| 107378.01.01 (Cod LMI: MM-I-s-B-04383)     | Situl arheologic de la Crăciunești - "La Mohâlcă" / ansamblu anonim (Categorie: locuire civilă) (Tip: Așezare)              | sat Crăciunești, comuna Bocicoiu Mare            | La Mohâlcă           |                   | Carol Kacsó și R. Popa 1971            |                                                 | Încărcați imagine | Raportați eroare |
| 107378.01.03 (Cod LMI: MM-I-s-B-04383)     | Situl arheologic de la Crăciunești - "La Mohâlcă" / ansamblu anonim (Categorie: locuire civilă) (Tip: Așezare)              | sat Crăciunești, comuna Bocicoiu Mare            | La Mohâlcă           |                   | Carol Kacsó și R. Popa 1971            |                                                 | Încărcați imagine | Raportați eroare |
| 107742.01.01 (Cod LMI: MM-I-s-B-04381)     | Așezarea Suciu de Sus de la Copalnic-Mănăștur - "Poiana" / ansamblu anonim (Categorie: locuire civilă) (Tip: Așezare)       | sat Copalnic-Mănăștur, comuna Copalnic-Mănăștur  | Poiana               | Suciu de Sus      | 1973                                   |                                                 | Încărcați imagine | Raportați eroare |
| 107742.02.01 (Cod LMI: MM-I-s-B-04382)     | Așezarea Suciu de Sus de la Copalnic-Mănăștur -"Pe mal" / ansamblu anonim (Categorie: locuire civilă) (Tip: Așezare)        | sat Copalnic-Mănăștur, comuna Copalnic-Mănăștur  | Pe mal               | Suciu de Sus      |                                        |                                                 | Încărcați imagine | Raportați eroare |
| 107877.01                                  | Topor neolitic la Coroieni (Categorie: descoperire izolată) (Tip: obiect izolat)                                            | sat Coroieni, comuna Coroieni                    |                      |                   |                                        |                                                 | Încărcați imagine | Raportați eroare |
| 108838.01.01 (Cod LMI: MM-II-a-A-04446)    | Castelul Teleki de la Coltău / ansamblu Castelul Teleki (Categorie: construcție) (Tip: Castel)                              | sat Coltău, comuna Coltău                        | 35                   | 1740 - 1780       |                                        | 47°36′01″N 23°31′22″E / 47.600322°N 23.522843°E | Încărcați imagine | Raportați eroare |
| 108650.01.01 (Cod LMI: MM-II-m-A-04557)    | Castelul Apaffi de la Coștiui / ansamblu Castelul Apaffi (Categorie: construcție) (Tip: Castel)                             | sat Coștiui, comuna Rona de Sus                  | 85                   | sec. XV - XVIII   |                                        |                                                 | Încărcați imagine | Raportați eroare |
| 107252.02.01                               | Situl arheologic de la Ciuta - Braniște II / ansamblu anonim (Categorie: locuire) (Tip: Așezare)                            | sat Ciuta, comuna Bicaz                          | Braniște II          | sec. II- III      |                                        |                                                 | Încărcați imagine | Raportați eroare |
| 107252.01.02                               | Situl arheologic de la Ciuta - Braniște II / ansamblu anonim (Categorie: locuire) (Tip: Așezare)                            | sat Ciuta, comuna Bicaz                          | Braniște II          | Wietenberg        |                                        |                                                 | Încărcați imagine | Raportați eroare |
| 107261.01.01                               | Situl arheologic de la Corni - Băbțișoara / ansamblu anonim (Categorie: locuire) (Tip: Așezare)                             | sat Corni, comuna Bicaz                          | Băbțișoara           | Suciu de Sus - II |                                        |                                                 | Încărcați imagine | Raportați eroare |
| 107261.01.02                               | Situl arheologic de la Corni - Băbțișoara / ansamblu anonim (Categorie: locuire) (Tip: Așezare)                             | sat Corni, comuna Bicaz                          | Băbțișoara           | sec. VIII-IX      |                                        |                                                 | Încărcați imagine | Raportați eroare |
| 107261.02.01                               | Așezarea de epocă daco-romană de la Corni - Mărășag / ansamblu anonim (Categorie: locuire) (Tip: Așezare)                   | sat Corni, comuna Bicaz                          | Mărășag              | sec. II- III      |                                        |                                                 | Încărcați imagine | Raportați eroare |
| 107378.02.01                               | Așezarea preistorică de la Crăciunești - Koșare / ansamblu anonim (Categorie: locuire) (Tip: Așezare)                       | sat Crăciunești, comuna Bocicoiu Mare            | Koșare               |                   | Carol Kacsó 1972                       |                                                 | Încărcați imagine | Raportați eroare |
| 107378.03.01                               | Așezarea Suciu de Sus de la Crăciunești - Poale / ansamblu anonim (Categorie: locuire) (Tip: Așezare)                       | sat Crăciunești, comuna Bocicoiu Mare            | Poale                | Suciu de Sus      |                                        |                                                 | Încărcați imagine | Raportați eroare |
| 107378.04.01                               | Așezarea preistorică de la Crăciunești - Pompe / ansamblu anonim (Categorie: locuire) (Tip: Așezare)                        | sat Crăciunești, comuna Bocicoiu Mare            | Pompe                |                   | T. Ivanciuc și V. V. Vizauer 5.04.2003 |                                                 | Încărcați imagine | Raportați eroare |
| 106791.02.01                               | Galeria de epocă medievală de la Cavnic - Galeria Rainer / ansamblu anonim (Categorie: carieră/mine) (Tip: Mină)            | oraș Cavnic                                      | Galeria Rainer       | sec. XVII-XVIII   |                                        |                                                 | Încărcați imagine | Raportați eroare |
| 106791.03.01                               | Instalația de preparare a vremii de la Cavnic - Logolda / ansamblu anonim (Categorie: exploatare/carieră) (Tip: instalație) | oraș Cavnic                                      | Logolda              | sec. XVIII        |                                        |                                                 | Încărcați imagine | Raportați eroare |
| 107555.04.01                               | Așezarea Suciu de Sus de la Călinești / ansamblu anonim (Categorie: locuire) (Tip: Așezare)                                 | sat Călinești, comuna Călinești                  |                      |                   | 1984                                   |                                                 | Încărcați imagine | Raportați eroare |
| 107555.05.01                               | Așezarea Suciu de Sus de la Călinești - Mănăstirea / ansamblu anonim (Categorie: locuire) (Tip: Așezare)                    | sat Călinești, comuna Călinești                  | Mănăstirea           | Suciu de Sus      |                                        |                                                 | Încărcați imagine | Raportați eroare |
| 107555.06.01                               | Așezarea Suciu de Sus de la Călinești - Cetățeaua / ansamblu anonim (Categorie: locuire) (Tip: Așezare)                     | sat Călinești, comuna Călinești                  | Cetățeaua            |                   |                                        |                                                 | Încărcați imagine | Raportați eroare |
| 107724.02.01                               | Așezarea paleolitică de la Câmpulung la Tisa - Borviz / ansamblu anonim (Categorie: locuire) (Tip: Așezare)                 | sat Câmpulung la Tisa, comuna Câmpulung la Tisa  | Borviz               | Gravetian         |                                        |                                                 | Încărcați imagine | Raportați eroare |
| 107724.03.01                               | Așezarea paleolitică de la Câmpulung la Tisa - Locul Zmeurișului / ansamblu anonim (Categorie: locuire) (Tip: Așezare)      | sat Câmpulung la Tisa, comuna Câmpulung la Tisa  | Locul Zmeurișului    | Gravetian         |                                        |                                                 | Încărcați imagine | Raportați eroare |
| 107724.04.01                               | Așezarea paleolitică de la Câmpulung la Tisa - Dealul Mireș Solovan / ansamblu anonim (Categorie: locuire) (Tip: Așezare)   | sat Câmpulung la Tisa, comuna Câmpulung la Tisa  | Dealul Mireș Solovan |                   | T. Ivanciuc 1999                       |                                                 | Încărcați imagine | Raportați eroare |
| 107724.05.01                               | Așezarea preistorică de la Câmpulung la Tisa - Szidoralja / ansamblu anonim (Categorie: locuire) (Tip: Așezare)             | sat Câmpulung la Tisa, comuna Câmpulung la Tisa  | Szidoralja           |                   |                                        |                                                 | Încărcați imagine | Raportați eroare |
| 107724.06.01                               | Așezarea preistorică de la Câmpulung la Tisa / ansamblu anonim (Categorie: locuire) (Tip: Așezare)                          | sat Câmpulung la Tisa, comuna Câmpulung la Tisa  |                      |                   | T. Ivanciuc 2005                       |                                                 | Încărcați imagine | Raportați eroare |
| 107591.01.01                               | Așezarea Suciu de Sus de la Cernești - Hotare / ansamblu anonim (Categorie: locuire) (Tip: Așezare)                         | sat Cernești, comuna Cernești                    | Hotare               | Suciu de Sus      |                                        |                                                 | Încărcați imagine | Raportați eroare |
| 107671.01.01                               | Așezarea Suciu de Sus de la Cicârlău - "Cetatea Teilor" / ansamblu anonim (Categorie: locuire) (Tip: Așezare)               | sat Cicârlău, comuna Cicârlău                    | Cetatea Teilor       | Suciu de Sus - II |                                        |                                                 | Încărcați imagine | Raportați eroare |
| 108062.01.01                               | Așezarea medievală timpurie de la Chechiș - Deasupra Ciurgăului / ansamblu anonim (Categorie: locuire) (Tip: Așezare)       | sat Chechiș, comuna Dumbrăvița                   | Deasupra Ciurgăului  |                   |                                        |                                                 | Încărcați imagine | Raportați eroare |
| 108650.02.01                               | Minele de epocă medievală de la Coștiui / ansamblu anonim (Categorie: carieră/mine) (Tip: Mină)                             | sat Coștiui, comuna Rona de Sus                  |                      | sec. XVII- XVIII  |                                        |                                                 | Încărcați imagine | Raportați eroare |
| 108650.03.01                               | Așezarea medievală de la Coștiui / ansamblu anonim (Categorie: locuire) (Tip: Așezare)                                      | sat Coștiui, comuna Rona de Sus                  |                      |                   | R. Popa                                |                                                 | Încărcați imagine | Raportați eroare |
| 108838.02.01                               | Așezarea medievală de la Coltău - Hegyesdomb / ansamblu anonim (Categorie: locuire) (Tip: Așezare)                          | sat Coltău, comuna Coltău                        | Hegyesdomb           | XVII- XVIII       |                                        |                                                 | Încărcați imagine | Raportați eroare |
| 108847.02.01                               | Așezarea din epoca bronzului de la Coruia - Cărarea Morii / ansamblu anonim (Categorie: locuire) (Tip: Așezare)             | sat Coruia, comuna Săcălășeni                    | Cărarea Morii        | Lăpuș             | C. Kacso 29 iunie 2003                 |                                                 | Încărcați imagine | Raportați eroare |
| 108847.03.01                               | Așezarea din epoca bronzului de la Coruia / ansamblu anonim (Categorie: locuire) (Tip: Așezare)                             | sat Coruia, comuna Săcălășeni                    |                      |                   | I. Stanciu 1992                        |                                                 | Încărcați imagine | Raportați eroare |
| 109121.02.01                               | Așezarea daco-romană de la Cetățele - Parhon / ansamblu anonim (Categorie: locuire) (Tip: Așezare)                          | sat Cetățele, comuna Șisești                     | Parhon               |                   |                                        |                                                 | Încărcați imagine | Raportați eroare |
| 109210.01.01                               | Așezarea din epoca bronzului de la Ciolt - Cioltișor I / ansamblu anonim (Categorie: locuire) (Tip: Așezare)                | localitate componentă Ciolt, oraș Șomcuta Mare   | Cioltișor I          | Suciu de Sus      |                                        |                                                 | Încărcați imagine | Raportați eroare |
| 109210.02.01                               | Situl arheologic de la Ciolt - Pusta / ansamblu anonim (Categorie: locuire) (Tip: Așezare)                                  | localitate componentă Ciolt, oraș Șomcuta Mare   | Pusta                | sec, VIII- IX     |                                        |                                                 | Încărcați imagine | Raportați eroare |
| 109210.03.01                               | Situl arheologic de la Ciolt - Cioltișor II / ansamblu anonim (Categorie: locuire) (Tip: Așezare)                           | localitate componentă Ciolt, oraș Șomcuta Mare   | Cioltișor II         |                   |                                        |                                                 | Încărcați imagine | Raportați eroare |
| 109210.03.02                               | Situl arheologic de la Ciolt - Cioltișor II / ansamblu anonim (Categorie: locuire) (Tip: Așezare)                           | localitate componentă Ciolt, oraș Șomcuta Mare   | Cioltișor II         |                   |                                        |                                                 | Încărcați imagine | Raportați eroare |
| 106700.01.01                               | Mina de epocă medievală de la Chiuzbaia - Mina Piticilor / ansamblu anonim (Categorie: exploatare/carieră) (Tip: Mină)      | localitate componentă Chiuzbaia, oraș Baia Sprie | Mina Piticilor       | sec. XVII         |                                        |                                                 | Încărcați imagine | Raportați eroare |
| 107252.01.01                               | Așezarea preistorică de la Ciuta - Brăniște / ansamblu anonim (Categorie: locuire) (Tip: Așezare)                           | sat Ciuta, comuna Bicaz                          | Brăniște             |                   | D. Pop, Tr. Rus 2003                   |                                                 | Încărcați imagine | Raportați eroare |